# Metin Akpınar
Metin Akpınar (* 2. November 1941 in Aksaray, Istanbul) ist ein türkischer Schauspieler. Durch seine künstlerische Partnerschaft mit Zeki Alasya bildete er eines der bekanntesten Komikerduos der türkischen Filmgeschichte.

## Leben und Beruf
Metin Akpınar absolvierte an der Universität Istanbul das Studium der Rechtswissenschaft sowie Literatur. Im Jahr 1964 trat er erstmals im Ulvi-Uraz-Theater im Schauspiel Gözlerimi Kaparım Vazifemi Yaparım auf. Er war Mitbegründer des 1967 eröffneten Devekuşu-Theaters, das als erstes türkisches Kabarett-Theater gilt und bis zur Schließung im Jahr 1992 dessen Geschäftsführer.
Im Jahr 1998 wurde Akpınar von Süleyman Demirel, dem damaligen Staatspräsidenten der Türkei sowie dem Kulturministerium der Titel Devlet Sanatçısı zugesprochen. Dieser Titel wird Darstellern verliehen, die durch besondere Leistungen die türkische Kultur geprägt haben.
Den Großteil seiner Filme spielte er mit Zeki Alasya, wobei ihm in der Regel die Rolle des Scharfsinnigen zukam.

## Auszeichnungen
- Ehrenpreis des 47. Antalya International Golden Orange Film Festival[7]
- Ehrenpreis des 30. İstanbul International Film Festival[8]

## Filmografie

### Filme
| - 1972: Feryat - 1972: Tatlı Dillim - 1973: Canım Kardeşim - 1973: Oh Olsun - 1973: Yalancı Yarim - 1974: Hasret - 1974: Köyden İndim Şehire - 1974: Mavi Boncuk - 1974: Mirasyediler - 1974: Salak Milyoner - 1975: Beş Milyoncuk Borç Verir Misin - 1975: Güler Misin Ağlar Mısın - 1975: Nereden Çıktı Bu Velet - 1976: Hasip İle Nasip - 1976: Her Gönülde Bir Aslan Yatar - 1976: Nereye Bakıyor Bu Adamlar - 1977: Aslan Bacanak - 1977: Sivri Akıllılar - 1978: Cafer'in Çilesi - 1978: Petrol Kralları | - 1979: Köşe Kapmaca - 1979: Vay Başımıza Gelenler - 1981: Şaka Yapma - 1982: Baş Belası - 1982: Görgüsüzler - 1983: Davetsiz Misafir - 1983: Dönme Dolap - 1985: Patron Duymasın - 1985: Yanlış Numara - 1986: Namus Düşmanı - 1999: Güle Güle - 1999: Propaganda - 2000: Abuzer Kadayıf - 2002: Rus Gelin - 2004: Eğreti Gelin - 2005: Döngel Karhanesi - 2006: Amerikalılar Karadeniz'de 2 - 2006: Eve Giden Yol 1914 - 2006: Kısık Ateşte 15 Dakika - 2018: Kafalar Karışık |

### Serien
- 1988: Güler Misin Ağlar Mısın
- 1992: Biz Bize Benzeriz
- 1992: Zeki Metince
- 1993: Hastane
- 1998: Yerim Seni
- 2000: Baykuşların Saltanatı
- 2005: Çat Kapı
- 2008: Anında Görüntü Show
- 2009–2011: Papatyam
- 2012: Aşkın Halleri
- 2016: Aşk Laftan Anlamaz